# Denis Jevsejev

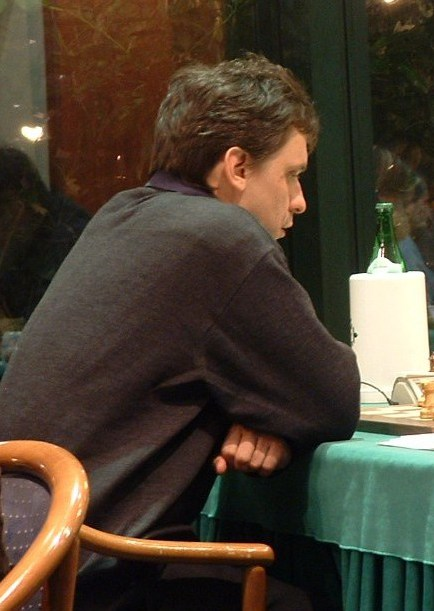
Denis Jevsejev

Denis Sergejevitsj Jevsejev (Russisch: Денис Сергеевич Евсеев) (Moermansk, 3 juli 1973) is een Russische schaker met een FIDE-rating van 2522 in 2007 en 2526 in 2016. Hij is een grootmeester en is tevens schaaktrainer.
Jevsejev leerde het schaken op 5-jarige leeftijd van zijn vader en werd verder getraind op een schaakschool in Moermansk.
In 1998 verleende de FIDE hem de titel internationaal meester en in 2003 de titel grootmeester. De resultaten die noodzakelijk zijn voor het verkrijgen van de titel 'grootmeester' verkreeg hij bij de volgende gelegenheden: de Russische kampioenschappen in 1998 (Sint-Petersburg), het Kotov Memorial toernooi in 2001 (Toela) en bij het najaarstoernooi van Aloesjta in 2002. In de vierde ronde van de Ruslandbeker in Samara (2002) behaalde hij de tweede plaats, met evenveel punten als de winnaar Boris Gratsjov. In 2003 won hij het kampioenschap van Sint-Petersburg; hij wist dit te herhalen in 2013 en 2014.
Ook behaalde Jevsejev de volgende resultaten:
- winnaar, gedeeld met Nikita Vitjoegov, van het White Nights Festival in Sint-Petersburg (2005)
- 2e plaats, 1 punt achter de winnaar Konstantin Landa, bij het toernooi in Reggio nell’Emilia (2005/2006)
- gedeelde derde plaats, met 6½ punt, bij het Chigorin Memorial toernooi in Sint-Petersburg (oktober 2005); de winnaar was Roman Ovetsjkin met 7 pt. uit 9.
- winnaar van het Petrovskaya Ladya Festival in Peterhof (2006, 2007, 2008 en 2009)

De schaakclubs waarvoor hij speelt zijn onder andere de schaakclub Moermansk, Sint-Petersburg-2 en Grifon in Rusland en de Kirkenes Sjakklubb in Noorwegen.
Jevsejev is als jeugdtrainer actief in de schaakclub van het Sint-Petersburgse rayon Petrodworzowy en lid van de trainingscommissie. Een van zijn leerlingen is Vladimir Fedossejev.